# Mine Øjne De Skal Se
「Mine Øjne De Skal Se」は、アン・リネットがデンマークの歌手リス・ソーレンセンの為に書き下ろしたデンマーク語の楽曲。

## ミュージシャン
ハンネ・ボエルとサンネ・サロモンセンがコーラスを歌い、フランク・スタンガーアップがキーボード、ジョージ・オルセンはエレクトリック・ベースを演奏している。アスケ・ジェイコビィはエレキギター、ジャン・シーベルトセンはドラム、ケント・ハンセンはパーカッションで参加している。

## チャート
| チャート (1989年)                       | 最高順位 |
| --------------------------------------- | -------- |
| スウェーデン (スヴァリイェトプリストン) | 2        |